# 薩凡納 (紐約州普查規定居民點)
薩凡納（英語：Savannah）是位於美國紐約州韋恩縣的普查規定居民點。

## 人口
根據2020年美國人口普查的數據，薩凡納的面積為3.05平方千米，皆為陸地。當地共有人口487人，而人口密度為每平方千米159.67人。